# Kramp & Comp.
Das Unternehmen Kramp & Comp. Graphische Kunstanstalt war eine der ältesten Flachdruckereien Deutschlands mit Sitz in Offenbach am Main. Kramp & Comp. stellte hochwertige Kunstdrucke her und gilt als eines der ersten Unternehmen überhaupt, welches lithografische Erzeugnisse kommerziell erfolgreich vermarktete. Das Unternehmen wurde 1832 gegründet, ging 1999 in Insolvenz und wurde 2000 von der Schweizer Model Group übernommen.

## Geschichte

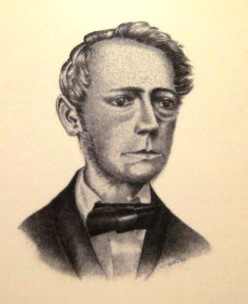
Louis Kramp, Lithograf und Gründer der Firma Kramp & Comp. Lithografie, etwa 1860

Nachdem das Flachdruckverfahren von Lithografiesteinen durch Alois Senefelder erfunden war, wurde schnell die kommerzielle Bedeutung des Verfahrens für die Vervielfältigung von grafischen Erzeugnissen erkannt. Der Unternehmensgründer Louis Kramp beschäftigte ab dem Jahr 1832 Kunstmaler, welche in aufwändiger Arbeit Grafiken auf die sogenannte Lithosteine übertrugen. Von diesen konnte dann beliebig vervielfältigt werden. Um eine Zeichnung von 60 × 80 cm mit Hilfe der damaligen Verfahrenstechnik umzusetzen, brauchte ein Lithograf in Handarbeit acht bis neun Monate.
Ab 1840 hieß das Unternehmen Kramp und Wagner, nach dem damaligen Mitinhaber Philip Wagner. Wagner war politisch sehr aktiv und in Offenbach am Main damals als „der rote Wagner“ bekannt. Er musste das Großherzogtum Hessen wegen seiner politischen Tätigkeit mehrmals verlassen und beendete auch seine Unternehmensbeteiligung aus diesem Grund.
Im Jahr 1846 errichtete Louis Kramp das erste Unternehmensgebäude auf damals noch freiem Feld außerhalb der Stadt Offenbach am Main. Das Unternehmensgrundstück wurde von Fürst Wolfgang Ernst Ludwig von Isenburg erworben. 1847 wurde Kramps Mitarbeiter Leopold Nickelsberg (1821–1903) Teilhaber des Unternehmens. Ab diesem Zeitpunkt hieß das Unternehmen Kramp & Comp.
Ab der Jahrhundertwende 1900 wurden mit dem Verfahren der Chromolithografie Etiketten für Seifen- und Parfümverpackungen, Weinflaschen, Zigarren, aber auch Glückwunschkarten hergestellt. Im Ersten Weltkrieg wurden auch Karten für Propagandazwecke erzeugt.
Nach dem Zweiten Weltkrieg konzentrierte sich das Unternehmen auf die Herstellung von Verpackungserzeugnissen für die nationale und internationale Kosmetikindustrie. Internationale Patente sorgten zudem dafür, dass das Unternehmen bis in die 1980er Jahre eine führende Rolle in der europäischen Verpackungsbranche für Parfüm und Kosmetik einnehmen konnte.
Mit zunehmender Einführung von computergestützten Verfahrensabläufen, verlor die weitgehend noch manuell betriebene Lithografie an Bedeutung. Das insolvente Unternehmen wurde im Jahre 2000 von der Schweizer Model Group übernommen und der Sitz von Offenbach nach Hanau verlegt.
Im Jahr 2000 begann das Unternehmen als Tochter der Schweizer Model-Gruppe in der ehemaligen Druckhalle der Etikettendruckerei Illert, welche etwa 1999 in Insolvenz fiel. In der Vergangenheit hatte Kramp und Comp. schon für Illert Bieretiketten für Chinesisches Bier gedruckt. Somit war es eine interessante Fügung, in den ehemaligen Hallen und Büros zu produzieren. Die Mitarbeiterzahl sowie der Maschinenpark hat sich bis 2008 verdoppelt, sodass die Räumlichkeiten seither nicht ausreichend Platz boten. Das Unternehmen bezog daher 2011 ein neues Produktionsgebäude in Hanau-Steinheim.

## Auswahl lithografischer Erzeugnisse vor 1900

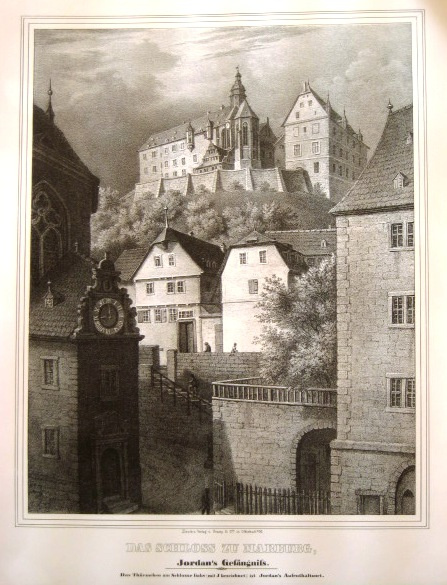
Kramp & Wagner: Lithografie des Marburger Schlosses um 1840. Das Schloss diente zeitweise als Gefängnis für den Politiker Sylvester Jordan
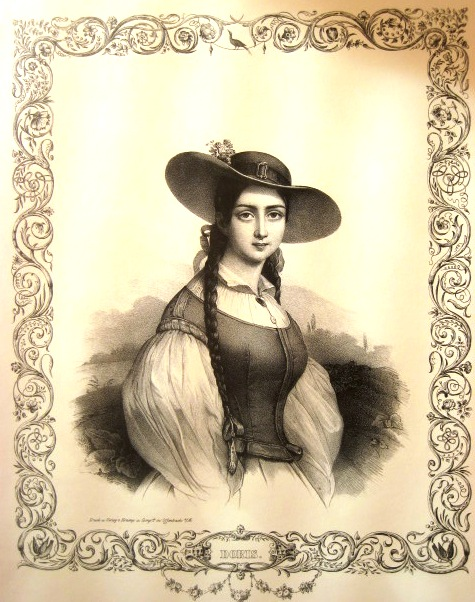
Kramp & Comp.: Lithografie Doris, etwa 1850
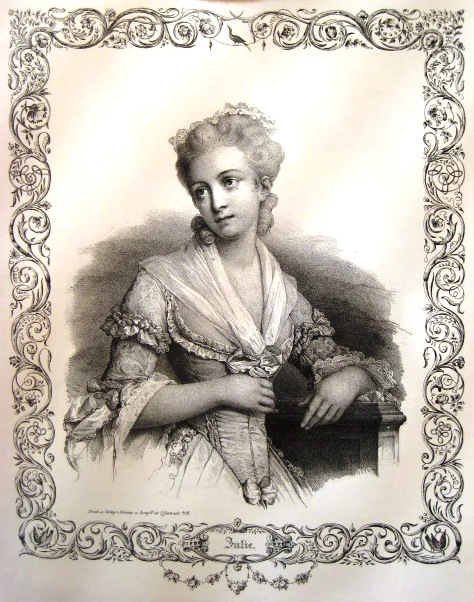
Kramp & Comp.: Lithografie Julie, etwa 1850